# Cryothenia amphitreta
Cryothenia amphitreta is een straalvinnige vissensoort uit de familie van ijskabeljauwen (Nototheniidae). De wetenschappelijke naam van de soort is voor het eerst geldig gepubliceerd in 2006 door Cziko & Cheng.